# Magnetósfera de la Tierra

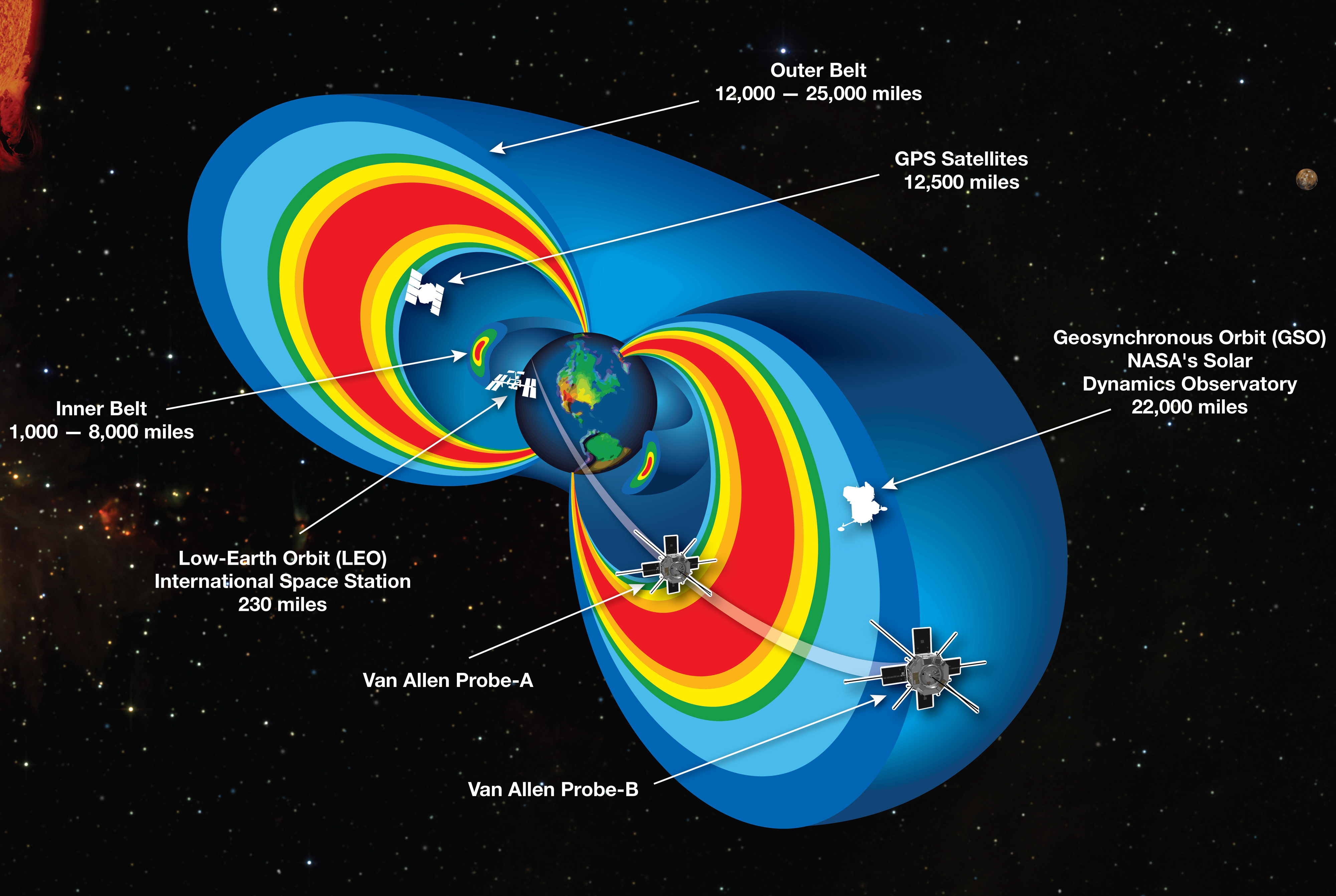

La magnetosfera de la Tierra es una capa formada por la interacción del magnetismo de la tierra y el viento solar. Se extiende por encima de la ionosfera, más arriba de los 500 km de altura. En algunas fuentes figura con el nombre de "exosfera"; sin embargo, ese nombre se refiere a un concepto diferente, aunque ambos ocupan aproximadamente el mismo espacio en la parte superior de la atmósfera.
Esta capa protege a la Tierra de la llegada de radiación, especialmente del viento solar, y también de una parte de los rayos cósmicos, desviando las partículas cargadas hacia los polos magnéticos a través de mecanismos de reconexión electromagnética, lo que causa las auroras australes y boreales. Si no fuese por esta capa, la vida en la Tierra probablemente no sería posible, o sería de forma muy diferente a como la conocemos.
La magnetósfera es causada por el campo magnético de la Tierra, originado por el núcleo de hierro fundido que posee, y los materiales cargados eléctricamente dentro de él.
Casi todos los planetas poseen  magnetosfera, y en el sistema solar, solamente Marte y Venus no la poseen .
La magnetósfera sufre continuamente modificaciones en su forma y estructura, debido principalmente a la variación de la intensidad del viento solar, por lo que cuando hay mucha intensidad, puede comprimirse en la dirección al sol, y extenderse mucho más en dirección contraria.
Si la magnetósfera no existiese en la Tierra, la cantidad constante de radiación a la que se ve sometida permanentemente atravesaría la atmósfera, y llegaría hasta la superficie. Una de las múltiples consecuencias de esto sería que el planeta habría ido perdiendo su agua, tanto de la atmósfera como de los océanos. A lo largo de más de mil millones de años transcurridos en ese hipotético estado, es más que probable que el planeta se hubiese quedado sin nada o muy poca del agua que ahora posee, como posiblemente llegó a ocurrir en Marte.

## Tamaño y forma

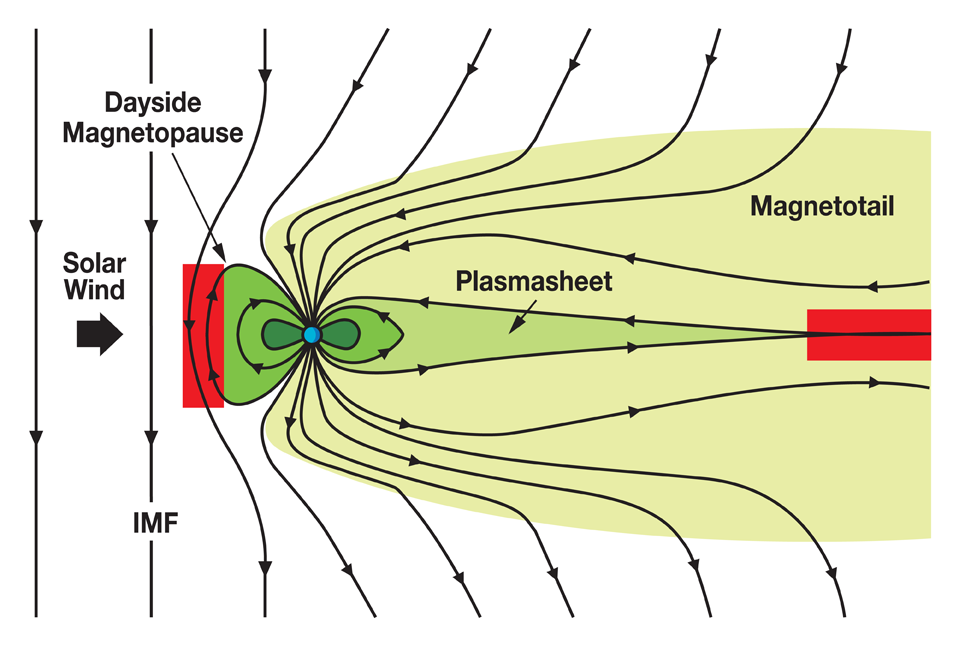

La forma y magnitud de la magnetósfera terrestre están  definidas por la intensidad del viento solar, y la intensidad del campo magnético, por tanto, tiene mucha variabilidad. Si no existiese viento solar, las líneas magnéticas de la tierra se expandirían sin límite (teóricamente hasta el infinito). Pero bajo la presión del viento solar, la magnetósfera es muy comprimida. Allí donde termina se denomina "magnetopausa", y en la dirección del sol está aproximadamente a unos cien mil kilómetros de la superficie. Sin embargo, en la dirección contraria al sol, se expande muchísimo, hasta cerca a un millón de kilómetros, por lo que esa frontera forma una figura en forma de elipsoide.

## Estudios de la magnetósfera
El 3 de junio de 2007, los satélites especializados en el estudio del campo magnético terrestre, las auroras y la magnetósfera, descubrieron un hueco muy grande en el campo magnético, lo que permite que la radiación (principalmente en viento solar) penetre hasta el interior de la magnetósfera, y sobrecargue la misma. Anteriormente había hipótesis sobre huecos en el campo magnético, pero el hueco encontrado es diez veces más grande de lo que se pensaba. El tamaño de la abertura era de aproximadamente cuatro veces el diámetro de la Tierra.